# يجب أن تكون حذرا في أرض الأحرار (رواية)
يجب أن تكون حذرا في أرض الأحرار (بالإنجليزية: You Have to Be Careful in the Land of the Free)‏ هي رواية للكاتب الإسكتلندي جيمس كيلمان، نشرت عام 2004، عن دار نشر هاميش هاملتون.